# Kim Joo-sung
Kim Joo-sung (* 17. Januar 1966 in Gangwon-do, Südkorea) ist ein ehemaliger südkoreanischer Fußballnationalspieler. Mit der südkoreanischen Nationalmannschaft nahm er an drei Weltmeisterschaften in Folge teil und wurde dreimal in Folge Asiens Fußballspieler des Jahres.

## Karriere
Nachdem er bei den südkoreanischen Teams Chosun University und Daewoo Royals gespielt hatte, wurde er vom VfL Bochum gekauft. In der Saison 1992/93 kam er auf 13 Bundesligaspiele, in der folgenden Saison, aufgrund des sportlichen Abstiegs des Bochumer Vereins, auf 21 Zweitbundesligaspiele und zusätzlich vier Tore. Im Jahr 1991 stand er im Aufgebot einer FIFA-Weltauswahl (u. a. neben Gullit, Stojkovic und Waddle) gegen den Weltmeister BRD zugunsten des Kinderhilfswerks Unicef. Da Kim Joo-sung behauptete, seine Stärke würde von seinen langen Haaren herrühren, bekam er den Spitznamen „Little Samson“ und „Yasaengma“ („Wildpferde“ aus Koreanisch) verpasst.

## Nationalmannschaft
Mit der südkoreanischen Fußballnationalmannschaft erreichte er 1986, 1990 und 1994 dreimal in Folge die Endrunde der Fußballweltmeisterschaft, man blieb aber in allen drei Turnieren sieglos. Außerdem wurde Kim Joo-sung von 1989 bis 1991 in drei aufeinander folgenden Jahren zu Asiens Fußballer des Jahres gewählt. Bei der Wahl zu Asiens Fußballer des Jahrhunderts kam er nach Cha Bum-kun auf den zweiten Platz.